# Municipio de Avoca
El municipio de Avoca (en inglés: Avoca Township) es un municipio ubicado en el condado de Livingston en el estado estadounidense de Illinois. En el año 2010 tenía una población de 405 habitantes y una densidad poblacional de 4,29 personas por km².

## Geografía
El municipio de Avoca se encuentra ubicado en las coordenadas 40°48′25″N 88°31′59″O / 40.80694, -88.53306. Según la Oficina del Censo de los Estados Unidos, el municipio tiene una superficie total de 94.3 km², de la cual 94,04 km² corresponden a tierra firme y (0,27 %) 0,26 km² es agua.

## Demografía
Según el censo de 2010, había 405 personas residiendo en el municipio de Avoca. La densidad de población era de 4,29 hab./km². De los 405 habitantes, el municipio de Avoca estaba compuesto por el 98,02 % blancos, el 0,25 % eran afroamericanos y el 1,73 % eran de una mezcla de razas. Del total de la población el 1,48 % eran hispanos o latinos de cualquier raza.